# Psychotria taxifolia
Psychotria taxifolia är en måreväxtart som beskrevs av Cornelis Eliza Bertus Bremekamp. Psychotria taxifolia ingår i släktet Psychotria och familjen måreväxter. Inga underarter finns listade i Catalogue of Life.